# Jean-Louis Lassalle
Jean-Louis Lassalle (ur. 14 grudnia 1847 w Lyonie, zm. 7 września 1909 w Paryżu) – francuski śpiewak operowy, baryton.

## Życiorys
Początkowo pracował jako malarz i projektant przemysłowy, dopiero później podjął studia wokalne w Konserwatorium Paryskim. Zadebiutował w 1868 roku w Liège rolą Saint Brisa w Hugonotach Giacomo Meyerbeera. W 1872 roku wystąpił w roli tytułowej w Wilhelmie Tellu Gioacchino Rossiniego w Opéra de Paris, z którą związał się na kolejne lata. Brał tam udział w prapremierowych przedstawieniach wielu oper, m.in. Le roi de Lahore Jules’a Masseneta (1877), Polyeucté Charles’a Gounoda (1878) i Henri VIII Camille’a Saint-Saënsa (1883). Koncertował w całej Europie, śpiewając w sumie przeszło 60 partii operowych, m.in. Donizettiego i Wagnera. W 1892 roku rolą Nelusca w Afrykance debiutował w nowojorskiej Metropolitan Opera, gdzie występował także w sezonach 1893–1894 i 1896–1897. W 1901 roku zakończył karierę sceniczną, w 1903 roku objął klasę śpiewu w Konserwatorium Paryskim.